# Irmgard Vogelsang
Irmgard Vogelsang, geb. Mergelmeyer (* 1. November 1946 in Borgloh; † 15. März 2019) war eine deutsche Politikerin (CDU).

## Leben
Sie war gelernte Bankkauffrau und diplomierte Sekretärin.
Neben der parlamentarischen Arbeit war sie Sprecherin im Kuratorium der niedersächsischen Landeszentrale für politische Bildung. Sie war Gründerin und Vorsitzende der Deutsch-Polnischen Gesellschaft in der Region Osnabrück.
Vogelsang lebte in Wallenhorst (Hollage), war verheiratet und hatte drei Kinder.

## Politik
Sie war seit 1976 Mitglied der CDU und seitdem auch kommunalpolitisch tätig. Sie war 15 Jahre Ratsmitglied der Gemeinde Wallenhorst und 17 Jahre Mitglied im Kreistag Osnabrück sowie für 13 Jahre Landesvorsitzende der Frauen-Union.
Von 1990 bis 2008 war sie Mitglied im Landtag Niedersachsen und dort als Schriftführerin im Präsidium tätig. Außerdem war sie Vorsitzende des Kultusausschusses und frauenpolitische Sprecherin der CDU-Fraktion. Sie saß im Ausschuss für Bundes- und Europaangelegenheiten und Medien und war dort stellvertretende Vorsitzende. Zudem war sie stellvertretendes Mitglied im Ausschuss für Wirtschaft, Arbeit und Verkehr. Sie verzichtete auf eine weitere Kandidatur.

## Auszeichnungen und Ehrungen
- 2008: Bundesverdienstkreuz am Bande des Verdienstordens der Bundesrepublik Deutschland
- 2012: Goldenes Verdienstkreuz der Republik Polen[3]